# Echiodon rendahli
Echiodon rendahli is een straalvinnige vissensoort uit de familie van parelvissen (Carapidae). De wetenschappelijke naam van de soort is voor het eerst geldig gepubliceerd in 1941 door Whitley.